# Hultsfredsfestivalen 1987
Hultsfredsfestivalen 1987 var en musikfestival som ägde rum i Folkets park, Hultsfred, 7-8 augusti 1987. Biljetterna kostade 180 kr (+ avgift) vid förköp och 230 kr vid entrén. Festivalen var den andra Hultsfredsfestivalen.
Festivalen hade 6 500 besökare. Detta var mindre än beräknat och festivalen gick med 644 000 kr minus.
Festivalen hade 1987 fyra scener: Stora scenen, Teaterladan, Stora dans och Glädjetåget. Detta var en mindre än året innan då även Hembygdsscenen fanns.
Inget band ställde in 1987.

## Medverkande artister
Om inget annat anges kommer artisterna från Sverige.

### Stora scenen
- Public Image Ltd (Storbritannien)
- Latin Quarter (Storbritannien)
- World Party (Storbritannien)
- The Jesus and Mary Chain (Storbritannien)
- Pretty Maids (Danmark)
- Screamin' Jay Hawkins (USA)
- South African Artists United (Sydafrika)
- Dr. Feelgood (Storbritannien)
- RP Brass Band
- Toots and the Maytals (Jamaica)
- The Lizard Train (Australien)
- Simcess (Danmark)
- L'Amourder (Finland)
- Alan Haynes & The Stepchildren (USA)
- Mosquitos
- The Extremes
- Chicago Express

### Teaterladan
- Dub Invaders (Tyskland)
- Poesie Noire (Belgien)
- Sort Sol (Danmark)
- De Div (Nederländerna)
- Ocal Waltz
- My Bloody Valentine (Storbritannien)
- Ferry Boat Bill (Tyskland)
- Backstreet Girls (Norge)
- Cassandra Complex (Tyskland)
- The Sinners
- The Creeps
- Union Carbide Productions

### Stora dans
- Excellent Accident
- Tanaque
- Mr. Krystal Party
- Gathering
- Krunch
- Nashville Rebels
- Nevskij Prospekt
- Fem snabba
- Little Stalin Blues Band
- Raw Animals
- Puke
- Harald
- Fjärde väggen
- Tribe
- Froggy Froggs
- Ugly Squaws
- Labyrint

### Glädjetåget
- Roland Vila
- De båda karpfiskarna
- Urkaos
- Bo Stefan Lundkvist & the Band of Angels
- Magnus Jacobsson
- Ulf Olsson
- Kristoffer Leandoer
- Andreas Björsten
- 1/2 kokt i folie
- Lars Hermansson
- Robert Ulvede
- Sister James
- Gunnar Nirstedt & Två slag
- Annicka Lang & Silent Rumble
- Ola Sturlasson
- Tomas Lund
- Micke Gardell
- Tomas Högfeldt
- Unni & Mats Drougge
- Lukas Moodysson
- Raw Animals
- Psychonauts
- Fuck Off
- Marionett
- Meadow
- Henrik Teleman
- Nya lef